# 納普·拉克
喬治·拿破崙·「納普」·拉克（英語：George Napoleon "Nap" Rucker，1882年5月18日—1968年7月27日），為美國職棒大聯盟的投手。生涯皆效力於布魯克林道奇。拉克的職業生涯只有10年，但這段時期他的完投完封數和投球局數都是聯盟第一。1908年9月5日，拉克投出無安打比賽，為隊史首位投出無安打的左投。

## 職業生涯
1908年9月5日，拉克在大聯盟第二年就投出無安打比賽。1910年，他的完投數(27場)、投球局數(320.1局)和完封數(6場)都是聯盟第一。1911年，他拿下生涯新高的22勝。目前他以38場完封和9局16次三振成為道奇隊史紀錄保持人。之後拉克出現衰退，於是他後來成為一名蝴蝶球投手。

### 名人堂票選
1936年起，拉克都有進入名人堂票選。不過他在1946年拿下6.4%的得票率後，因為已連續10年未成功入選，因此喪失名人堂票選資格。
當時洋基的傳奇教頭Casey Stengel為此事感到憤憤不平，他曾表示若不是拉克的緣故，自己也不會出現在棒球界。

## 從政
在退休之後，拉克成為一名成功的商人。1935年到1936年，他成為羅斯威爾市的市長。1967年，他入選喬治亞州運動名人堂。後來他於1970年去世，享年86歲。最後他被葬在羅斯威爾。

## 個人生活
他的姪子強尼為1940年代紐約巨人的外野手。

## 外部連結
- 球員資訊和成績在MLB，ESPN，Baseball-Reference，Fangraphs（英文）

| 前任： Elmer Stricklett Kaiser Wilhelm Cy Barger | 超霸/道奇隊開幕戰先發投手 1908年 1910年 1912年–1913年 | 繼任： Kaiser Wilhelm Cy Barger Ed Reulbach |
| 前任： Hooks Wiltse                              | 投出無安打比賽的投手 1908年9月5日                     | 繼任： Bob Rhoads                           |